# Volvo Ocean Race 2008–2009

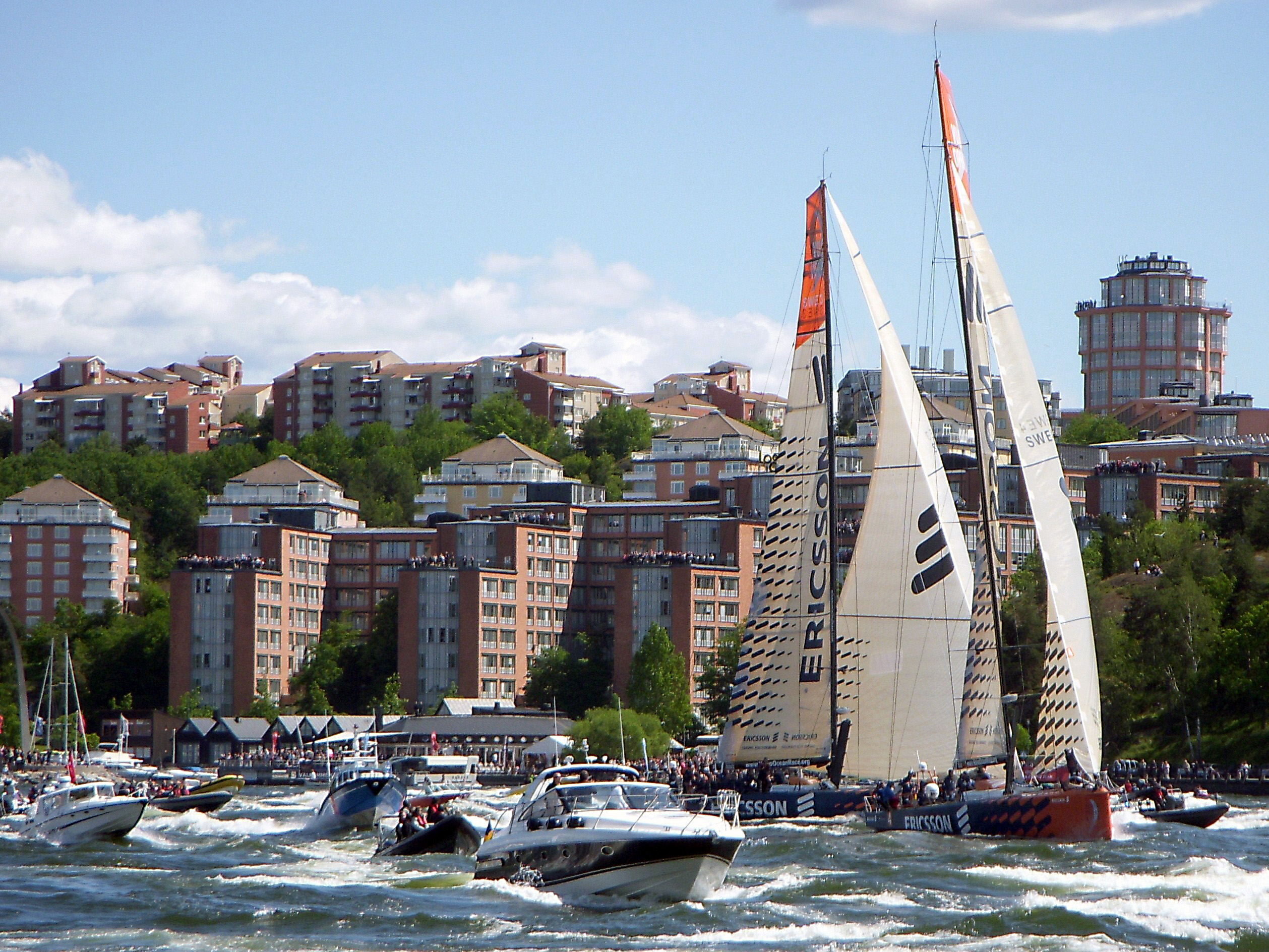
Ericsson 3 (först) och Ericsson 4 vid inloppet till Stockholm, 17 juni 2009.

Volvo Ocean Race 2008–2009 var en havskappsegling jorden runt som genomfördes med entypsbåtar av VO 70‑typ. Tävlingen bestod av tio ben (etapper) – med start den 11 oktober 2008 och målgången skedde den 27 juni 2009 – och sju hamnrace. Det var den tionde gången tävlingen Volvo Ocean Race hölls och antalet deltagande båtar var åtta. 
För första gången anlöptes kusterna i Asien. Det var också första gången som tävlingen varken anlöpte Australien eller Nya Zeeland. VD var den rutinerade Volvo Ocean Race-seglaren Knut Frostad från Norge.
Under det första benet, den 29 oktober 2008, slog Ericsson 4 världsrekord för enskrovsbåtar när de under 24 timmar avverkade en sträcka på 596,6 nm med en snitthastighet på 24,85 knop.
Den 23 december 2008 meddelade Team Russia att de avbryter sitt deltagande i Volvo Ocean Race. Detta på grund av problem med att hitta finansiärer som kan bekosta ett fortsatt tävlande. Benet mellan Kochi och Singapore blev teamets sista.
Den 15 juni 2009 placerade sig Ericsson 4, med skeppare Torben Grael på tredje plats på ben 9 från Marstrand till Stockholm, Sverige. Med deras tredje placering säkrade de totalsegern i 2008–2009 års upplaga av Volvo Ocean Race.

## Deltagare
| Team & Båtnamn                                              | Segel nr. | Land          | Designer               | Byggare                                | Skeppare                                                   |
| ----------------------------------------------------------- | --------- | ------------- | ---------------------- | -------------------------------------- | ---------------------------------------------------------- |
| Ericsson Racing Team Ericsson 3 – Nordisk besättning        | SWE 3     | Sverige       | Juan Kouyoumdjian      | Killian Bushe                          | Magnus Olsson (havskappseglare) Anders Lewander, (ben 1-3) |
| Ericsson Racing Team Ericsson 4 – Internationell besättning | SWE 4     | Sverige       | Juan Kouyoumdjian      | Killian Bushe                          | Torben Grael                                               |
| Green Dragon Racing Team Green Dragon                       | IRL 888   | Irland        | Reichel Pugh           | McConaghy Boats                        | Ian Walker                                                 |
| Puma Racing Team Il Mostro                                  | USA 1948  | USA           | Botin Carkeek          | Goetz Custom Boats & Customline Yachts | Ken Read                                                   |
| Team Delta Lloyd                                            | NED 1     | Nederländerna | Juan Kouyoumdjian      | Killian Bushe                          | Roberto Bermudez Ger O'Rourke, (ben 1)                     |
| Team Russia (Sponsor: WDCS) Kosatka                         | RUS 1     | Ryssland      | Humphreys Yacht Design | Green Marine                           | Andreas Hanakamp                                           |
| Telefónica Blue H.R.M. Elena                                | ESP 12    | Spanien       | Farr Yacht Design      | King Marine                            | Bouwe Bekking                                              |
| Telefónica Black H.R.M. Cristina                            | ESP 11    | Spanien       | Farr Yacht Design      | Southern Ocean Marine                  | Fernando Echávarri                                         |

## Etapper

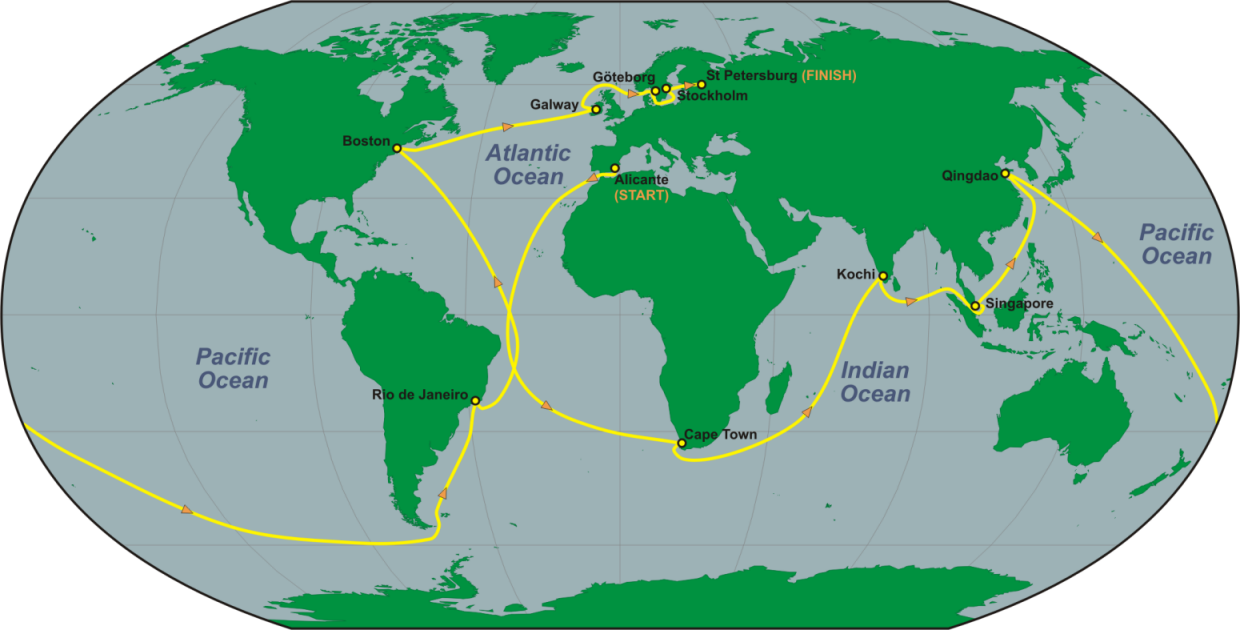
Etappkarta

| Event      | Startdatum       | Start                     | Mål                        | Distans (nm) | Vinnare          |
| ---------- | ---------------- | ------------------------- | -------------------------- | ------------ | ---------------- |
| Hamnrace 1 | 4 oktober 2008   | Alicante, Spanien         | –                          | –            | Telefónica Blue  |
| Ben 1      | 11 oktober 2008  | Alicante, Spanien         | Kapstaden, Sydafrika       | 6 500        | Ericsson 4       |
| Ben 2      | 15 november 2008 | Kapstaden, Sydafrika      | Kochi, Indien              | 4 450        | Ericsson 4       |
| Ben 3      | 13 december 2008 | Kochi, Indien             | Singapore, Singapore       | 1 950        | Telefónica Blue  |
| Hamnrace 2 | 10 januari 2009  | Singapore, Singapore      | –                          | –            | Ericsson 4       |
| Ben 4      | 18 januari 2009  | Singapore, Singapore      | Qingdao, Kina              | 2 500        | Telefónica Blue  |
| Hamnrace 3 | 7 februari 2009  | Qingdao, Kina             | –                          | –            | Ericsson 4       |
| Ben 5      | 14 februari 2009 | Qingdao, Kina             | Rio de Janeiro, Brasilien  | 12 300       | Ericsson 3       |
| Hamnrace 4 | 4 april 2009     | Rio de Janeiro, Brasilien | –                          | –            | Telefónica Blue  |
| Ben 6      | 11 april 2009    | Rio de Janeiro, Brasilien | Boston, USA                | 4 900        | Ericsson 4       |
| Hamnrace 5 | 9 maj 2009       | Boston, USA               | –                          | –            | Telefónica Blue  |
| Ben 7      | 16 maj 2009      | Boston, USA               | Galway, Irland             | 2 550        | Ericsson 4       |
| Hamnrace 6 | 30 maj 2009      | Galway, Irland            | –                          | –            | Puma             |
| Ben 8      | 6 juni 2009      | Galway, Irland            | Marstrand, Sverige         | 950          | Ericsson 4       |
| Ben 9      | 14 juni 2009     | Marstrand, Sverige        | Stockholm, Sverige         | 525          | Puma             |
| Hamnrace 7 | 21 juni 2009     | Stockholm, Sverige        | –                          | –            | Telefónica Blue  |
| Ben 10     | 25 juni 2009     | Stockholm, Sverige        | Sankt Petersburg, Ryssland | 370          | Telefónica Black |

## Slutställning
| Nr | Båt              | Antal poäng | Etapp- segrar | Hamnrace- segrar | Först t. waypoint |
| -- | ---------------- | ----------- | ------------- | ---------------- | ----------------- |
| 1  | Ericsson 4       | 114,5       | 5             | 2                | 3                 |
| 2  | Puma Racing Team | 105,5       | 1             | 1                | 0                 |
| 3  | Telefónica Blue  | 98,0        | 2             | 4                | 2                 |
| 4  | Ericsson 3       | 78,5        | 1             | 0                | 1                 |
| 5  | Green Dragon     | 67,0        | 0             | 0                | 1                 |
| 6  | Telefónica Black | 58,0        | 1             | 0                | 0                 |
| 7  | Team Delta Lloyd | 41,5        | 0             | 0                | 0                 |
| 8  | Team Russia*     | 10,5        | 0             | 0                | 0                 |

(Resultat från 27 juni 2009)
*Bröt efter tre etapper.

### Bilder

Stopover Stockholm 2009
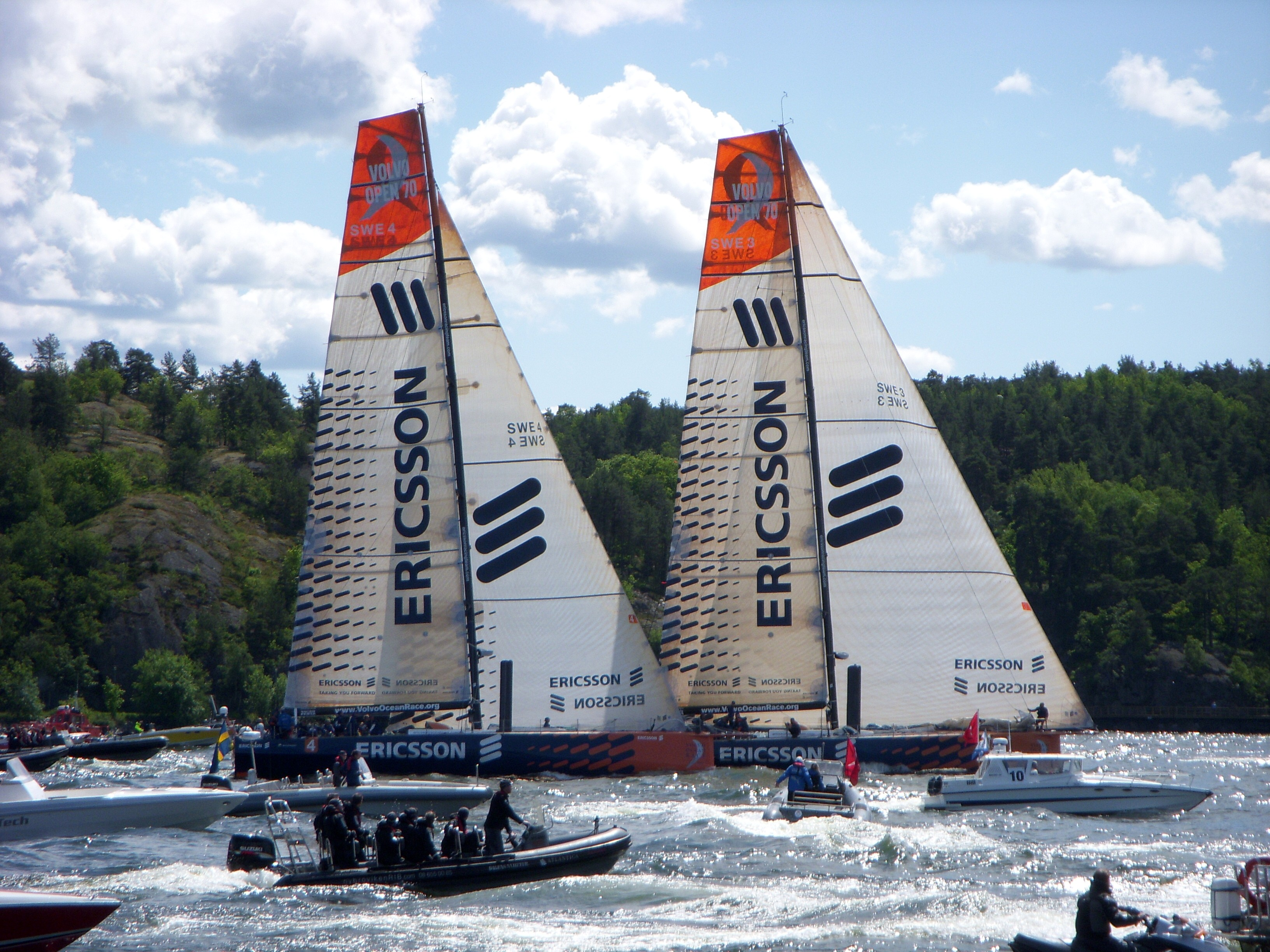
Ericsson 4 och 3
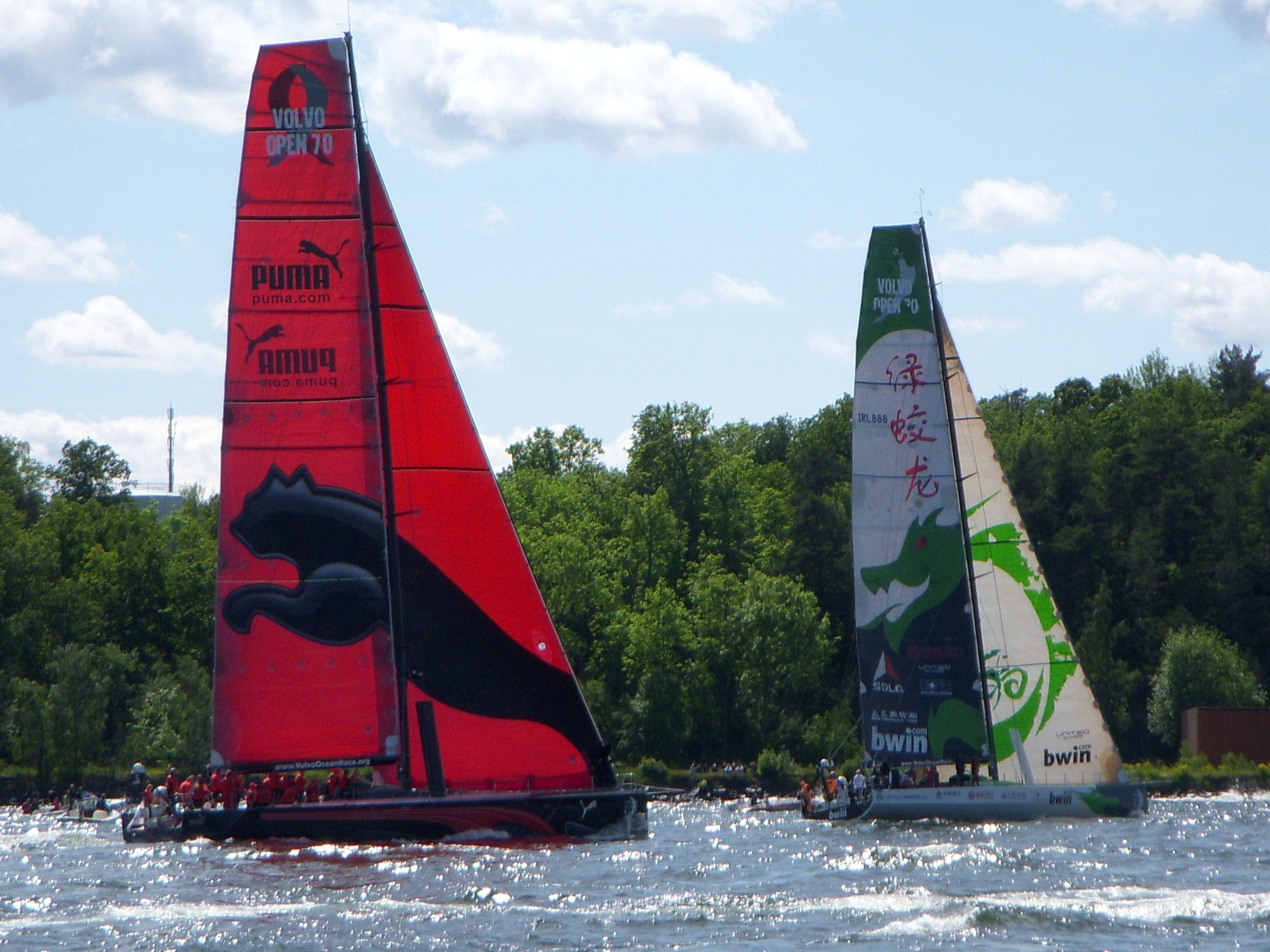
Puma och Green Dragon
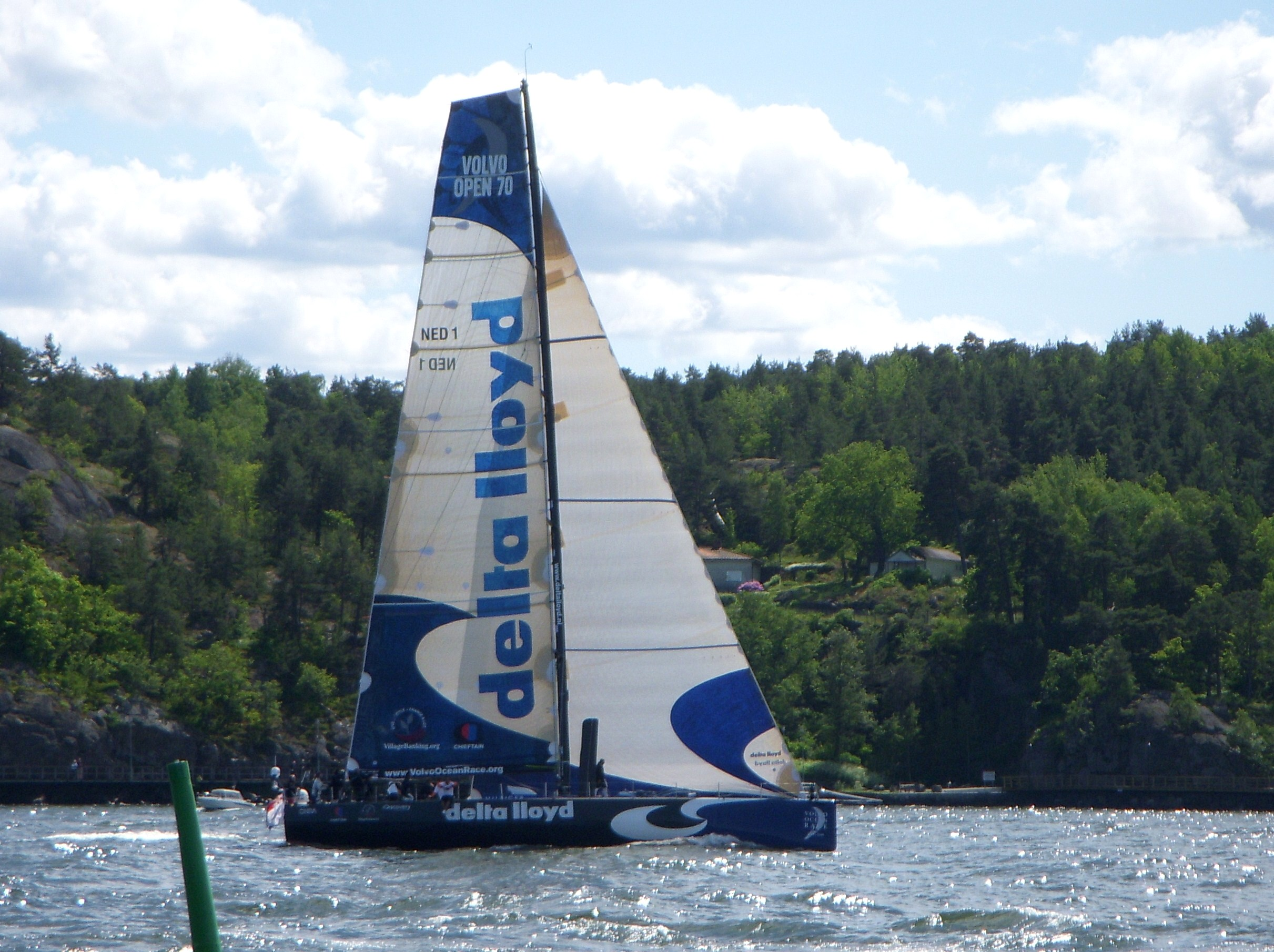
Delta Lloyd
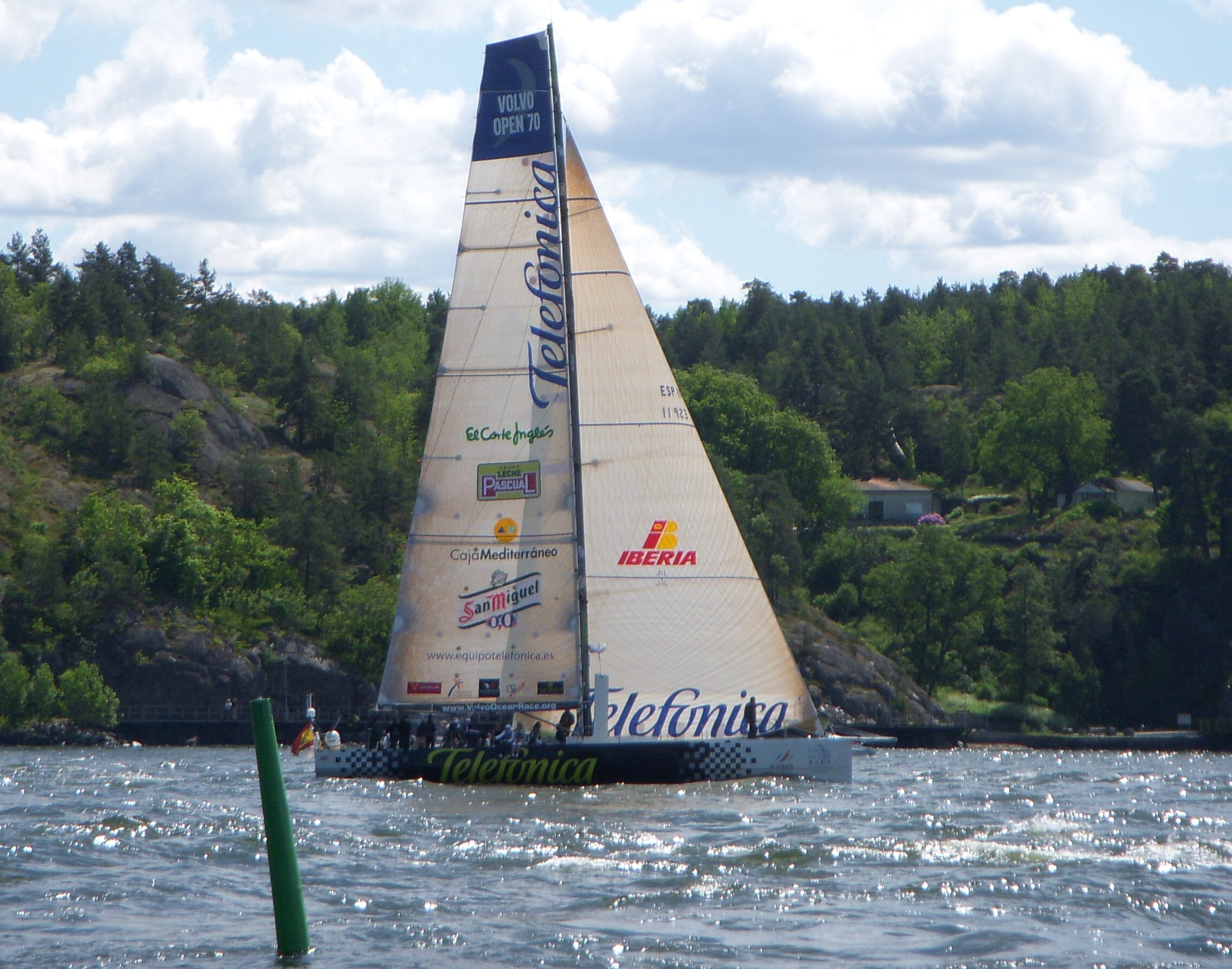
Telefónica Black

### Poängräkning
Vinnaren av varje ben får 8 poäng, tvåan får 7 poäng osv. Under de längre benen ges det även poäng när båtarna passerar en waypoint. För hamnracen och waypointen gäller att vinnaren får 4 poäng, tvåan får 3,5 poäng, trean får 3 poäng osv.

## Teamens hemsidor
| - Ericsson Racing Team - Equipo Telefónica - Green Dragon Racing Team | - Puma Ocean Racing - Team Delta Lloyd - Team Russia |